# Mir-i alem
Mir-i alem (turco ottomano:مير علم) o Emir-i alem / (turco ottomano:امير علم ) era il titolo ottomano della persona che era responsabile per le bandiere e gli stendardi del Sultano. Allo stesso tempo, il Mir-i Alem era anche il comandante di tutte le bande militari. Nel 16 ° secolo, esso era responsabile per i 228 alfieri portastendardo del Sultanato. Molti Mir-i alem riuscirono a diventare persone importanti, come Kara Ahmed Pascià (futuro gran visir), diventato Beylerbey di Rumelia.